# Cristiano Lucarelli
Cristiano Lucarelli, född 4 oktober 1975 i Livorno, är en italiensk fotbollstränare och före detta fotbollsspelare.

## Spelarkarriär
Cristiano Lucarelli representerade en rad olika klubbar under sin karriär, bland annat Atalanta, Valencia, Lecce och Torino, men det var med hemstadens AS Livorno Calcio som karriären nådde sin höjdpunkt. 
Lucarelli valde vid övergången från Torino till Livorno att kraftigt sänka sin lön. Han ledde därefter genom att vinna skytteligan i Serie B klubben till uppflyttning till Serie A 2004 för första gången på 55 år. Han stannade ytterligare tre säsonger i klubben, varav de två sista som lagkapten efter Igor Protti. Han vann skytteligan i Serie A 2004/2005 och spelade också Uefacupen, klubbens hittills enda spel i Europa, 2006/2007.
Sommaren 2007 lämnade Lucarelli Livorno för ukrainska Sjachtar Donetsk, med det uttalade målet att få spela Champions League. Han återvände dock till Italien i januari 2008 för att representera Parma. Sommaren 2009 lånades Lucarelli tillbaka till Livorno, då återigen nykomlingar i Serie A. Han svarade för tio mål, men kunde inte rädda laget kvar i högsta serien. De avslutande två säsongerna av sin karriär tillbringade Lucarelli i Napoli, där hans speltid dock var begränsad.

## Tränarkarriär
6 juni 2012 tillkännagav Cristiano att han avslutar sin aktiva karriär och för att istället träna ett av Parmas ungdomslag.
Sommaren 2013 tog Lucarelli över som första tränare för Perugia, men han sparkades från klubben redan innan säsongen börjat.
31 oktober 2013 ersatte Lucarelli Roberto Miggiano som huvudtränare för FC Esperia Viareggio.

## Personligt
Lucarelli har gjort sig känd för sina radikala politiska åsikter och för sin beundran av Che Guevara.
Lucarellis tröjnummer, 99, valdes som en hyllning till den radikala ultrasgruppen Brigate Autonome Livornese som bildades 1999. Lucarelli använde också en kaptensbindel med texten BRIG i kyrilliska bokstäver. Också en hänvisning till gruppen i fråga.
Vid övergången till Sjachtar Donetsk 2007 använde Lucarelli en del av sin bonus till att grunda tidningen Corriere di Livorno, för att ge sin hemstad en alternativ nyhetsförmedling. Tidningen gavs ut under ett par år, men är numera nedlagd.
Cristianos yngre bror Alessandro är också en professionell fotbollsspelare, som spelar i Parma FC.